# Nespolo
Nespolo là một đô thị ở tỉnh Rieti trong vùng Lazio. Nó có khoảng cách khoảng 50 km về phía đông bắc của Roma và cách khoảng 30 km southvề phía đông của Rieti. Tại thời điểm ngày 31 tháng 12 năm 2004, đô thị này có dân số 240 người và diện tích là 8,6 km².
Nespolo giáp các đô thị: Carsoli, Collalto Sabino.